# Chersotis glabripennis
Chersotis glabripennis är en fjärilsart som beskrevs av Corti 1926. Chersotis glabripennis ingår i släktet Chersotis och familjen nattflyn. Inga underarter finns listade i Catalogue of Life.